# Curazie
Als Curazie (Plural: Curazie) wird in der Republik San Marino eine Ortschaft bzw. ein Ortsteil bezeichnet, die zu einem Castello, einer eigenständigen Gemeinde, gehört. Insofern entspricht eine Curazie einer Frazione in Italien. Die neun Castelli, in die sich San Marino gliedert, zählen insgesamt 43 Curazie.
Zur jeweiligen Curazie werden auch die Weiler und die Häuser in Streulage gerechnet, die auf ihrem Gebiet liegen. Oft hat eine Curazie eine eigene Infrastruktur, wie eine Kirche, eine Schule, Geschäfte oder auch Außenstellen der Gemeindeverwaltung.
| Curazia                     | Castello            |
| --------------------------- | ------------------- |
| Gualdicciolo                | Acquaviva           |
| La Serra                    | Acquaviva           |
| Cà Melone                   | Borgo Maggiore      |
| Cà Rigo                     | Borgo Maggiore      |
| Cailungo                    | Borgo Maggiore      |
| San Giovanni sotto le Penne | Borgo Maggiore      |
| Valdragone                  | Borgo Maggiore      |
| Ventoso                     | Borgo Maggiore      |
| Caladino                    | Chiesanuova         |
| Confine                     | Chiesanuova         |
| Galavotto                   | Chiesanuova         |
| Molarini                    | Chiesanuova         |
| Poggio Casalino             | Chiesanuova         |
| Poggio Chiesanuova          | Chiesanuova         |
| Teglio                      | Chiesanuova         |
| Cà Berlone                  | Città di San Marino |
| Canepa                      | Città di San Marino |
| Casole                      | Città di San Marino |
| Castellaro                  | Città di San Marino |
| Montalbo                    | Città di San Marino |
| Murata                      | Città di San Marino |
| Santa Mustiola              | Città di San Marino |
| Cà Giannino                 | Domagnano           |
| Fiorina                     | Domagnano           |
| Piandivello                 | Domagnano           |
| Spaccio Giannoni            | Domagnano           |
| Torraccia                   | Domagnano           |
| Cà Chiavello                | Faetano             |
| Calligaria                  | Faetano             |
| Corianino                   | Faetano             |
| Monte Pulito                | Faetano             |
| Capanne                     | Fiorentino          |
| Crociale                    | Fiorentino          |
| Pianacci                    | Fiorentino          |
| Cerbaiola                   | Montegiardino       |
| Cà Ragni                    | Serravalle          |
| Cinque Vie                  | Serravalle          |
| Dogana                      | Serravalle          |
| Falciano                    | Serravalle          |
| Lesignano                   | Serravalle          |
| Ponte Mellini               | Serravalle          |
| Rovereta                    | Serravalle          |
| Valgiurata                  | Serravalle          |